# Matulaite
La matulaite è un minerale.